# هکتور آسودو
هکتور آسودو (انگلیسی: Héctor Acevedo؛ زادهٔ ۱۶ march ۱۹۹۲ (۳۳ سال)) بازیکن سابق فوتبال اهل مکزیک است که آخرین بار برای آلاکرانز د دورانگو بازی کرد.
وی در تیم ملی فوتبال ساحلی مکزیک بازی کرده است.